# 馬呈秀
馬呈秀（16世紀—17世紀），字君實，號泰秀，山西大同府大同縣人，明朝政治人物。

## 生平
馬呈秀是鹽商馬鳳的兒子，跟隨叔父馬豸和堂兄弟馬呈德在江都縣居住，萬曆二十八年（1600年）中舉人，三十二年（1604年）成進士，獲授大理寺評事，遷任寺正，負責恤刑雲貴地方時救活不少人命。之後他外任延安府知府，捐出俸祿治理河患，又身先士卒防禦邊境，並擒拿大盜孫養蒙；改任備兵商雒副使，陞為漳南參政，人民為他立祠。